# Sklerose
Unter einer Sklerose (aus lateinisch sclerosus und davor altgriechisch σκληρός sklērós, wörtlich übersetzt, über hart, hier zur Verhärtung) versteht man eine Verhärtung von Organen oder Gewebe durch eine krankhafte Vermehrung des Bindegewebes (Fibrose). Die Sklerose ist keine eigenständige Krankheit, sondern Folge einer anderen Grunderkrankung.
Ursache ist oft eine Gewebsschädigung in der Folge von Entzündungen, Durchblutungsstörungen oder auch Alterung. Ebenso können Autoimmunerkrankungen zu einer Sklerose führen. Folge ist eine unkontrollierte Produktion von Bindegewebe, die zu der Verhärtung führt. Die befallenen Organe werden hart und verlieren ihre Elastizität.
Beispiele für eine Sklerose sind:
- Amyotrophe Lateralsklerose
- Arteriosklerose
- Multiple Sklerose
- Knochensklerose
- Leberzirrhose
- Lichen sclerosus
- Interstitielle Lungenfibrose
- Melorheostose
- Mesiale temporale Sklerose
- Otosklerose
- Sklerodermie
- Tuberöse Sklerose
- Zerebralsklerose

Sklerose kann auch durch die (ärztlich) gewollte Injektion sklerosierender Medikamente herbeigeführt werden, zum Beispiel zur Varizenverödung, Sklerosierung von Hämorrhoiden, Bleomycin-Elektrosklerotherapie oder bei hypertropher Kardiomyopathie.